# Brian Chase (batterista)
Brian Chase (2 dicembre 1978) è un batterista statunitense appartenente agli Yeah Yeah Yeahs, una band di New York.
Brian è cresciuto a Long Island ed ha frequentato la Friends Academy.
Adesso vive a Williamsburg, Brooklyn, e fa anche parte della rock band The Seconds.